# Voices and Rhythms of the Creative Profile
Voices and Rhythms of the Creative Profile ist ein Jazzalbum von Harold McKinney. Die 1974 in Detroit entstandenen Aufnahmen erschienen als Langspielplatte 1974 auf Tribe und 2004 in erweiterter Form als Compact Disc in Japan auf P Vine.

## Hintergrund
Harold McKinneys Album „Voices and Rhythms of the Creative Profile“ wurde 1974 auf dem kooperativen Independent-Label der Detroiter Musikervereinigung Tribe herausgegeben – das auch Alben von Marcus Belgrave, Doug Hammond, Mixed Bag, Wendell Harrison und Phil Ranelin veröffentlichte.
Die Bläsergruppe wird von Harrison und Belgrave gebildet; hinzu kommen der Schlagzeuger Ron Jackson, die Perkussionisten Charles Miles und Billy Turner sowie die Bassisten Ed Pickens und Daryl. Harold und Gwen McKinney steuerten auch den Leadgesang bei, während ein siebenköpfiger Hintergrundchor bei anderen Stücken unterstützte. Die CD enthält zwei Bonustracks, die A- und B-Seiten von McKinneys Single „Ode an Afrika“ s/w „Jelly Loa“, erschienen auf dem Label Juba.

## Titelliste
- Harold McKinney: Voices and Rhythms of the Creative Profile (Tribe PRSD 2233)[2]

1. Ode to Africa 9:06
2. Heavenese 5:47
3. Out of the Blues 5:55
4. In the Moog 2:14
5. Corner Stone 4:33
6. Freedom Jazz Dance (Eddie Harris) 6:12
7. Dolphin Dance (Herbie Hancock) 7:17

Wenn nicht anders vermerkt, stammen die Kompositionen von Harold McKinney.

## Rezeption
McKinneys Herangehensweise an den Jazz in den 1970er-Jahren mag funky und elektrisch gewesen sein, aber er war auch eigenwillig und vokal, schrieb
Thom Jurek, der dem Album in Allmusic vier Sterne verlieh. Dies sei ein experimentierfreudiges Album, und zusammen mit seinen tiefen, funkigen E-Piano-Grooves gebe es eine mörderisch spielende, abwechselnd swingende und gefühlvolle Bläsergruppe, die von Harrison und Belgrave, dem Schlagzeuger Ron Jackson, den Perkussionisten Charles Miles und Billy Turner sowie den Bassisten Ed Pickins und Daryl angetrieben wird Dybka auf Moog! Die Höhepunkte des Sets seien das atemberaubende „Out of These Blues“ mit McKinneys Fender Rhodes, das die schöne Haed- und Soloarbeit der Bläser hervorhebe, der stampfende Bop würde auf Science-Fiction in „Corner Stone“ und feine Coverversionen von Eddie Harris’ „Freedom Jazz Dance“ und Herbie Hancocks „Dolphin Dance“ (mit einer Reihe von Liedtexten McKinneys) treffen. Dieses Album würde viele Gratwanderungen vollführen: zwischen Hardbop und Soul-Jazz, zwischen Avantgarde-Jazz und Fusion und zwischen swingendem Blues und rohem Experiment. Zwar sei der Gesang manchmal etwas exzessiv, besonders beim Opener „Ode to Africa“, aber das werde durch das phänomenale Spiel des Ensembles mehr als wettgemacht. Letztendlich sei dies eine solide Aufnahme, die den gesamten Geist der damaligen Detroiter Jazzszene verkörpere.